# Рутковиці (Вармінсько-Мазурське воєводство)
Рутковиці (пол. Rutkowice, нім. Ruttkowitz) — село в Польщі, у гміні Плосьниця Дзялдовського повіту Вармінсько-Мазурського воєводства.
Населення — 398 осіб (2011).

## Демографія
Демографічна структура станом на 31 березня 2011 року:
|          | Загалом | Допрацездатний вік | Працездатний вік | Постпрацездатний вік |
| -------- | ------- | ------------------ | ---------------- | -------------------- |
| Чоловіки | 214     | 49                 | 153              | 12                   |
| Жінки    | 184     | 35                 | 115              | 34                   |
| Разом    | 398     | 84                 | 268              | 46                   |